# Aulacoschiza
Aulacoschiza är ett släkte av skalbaggar. Aulacoschiza ingår i familjen Melolonthidae.
Kladogram enligt Catalogue of Life:
| Aulacoschiza | \| \| Aulacoschiza epipleuralis \| \| \| \| \| \| Aulacoschiza hexaphylla \| \| \| \| \| \| Aulacoschiza triphylla \| \| \| \| |
|              | \| \| Aulacoschiza epipleuralis \| \| \| \| \| \| Aulacoschiza hexaphylla \| \| \| \| \| \| Aulacoschiza triphylla \| \| \| \| |
|              | Aulacoschiza epipleuralis |
|              | |
|              | Aulacoschiza hexaphylla |
|              | |
|              | Aulacoschiza triphylla |
|              | |